# Caserma Ederle
La Caserma Ederle, in inglese Camp Ederle, è una base militare dell'Esercito degli Stati Uniti situata a Vicenza, sede dello United States Army Africa (USARAF). 
Una seconda installazione militare, la Caserma Del Din, è stata inaugurata nel 2013 nella stessa città.
Le due caserme, che comprendono gli alloggi dell'esercito statunitense, un piccolo sito di comunicazioni e un punto di rifornimento munizioni USAREUR, costituiscono la doppia sede di una guarnigione di diverse unità USA operanti in Europa, individuata dal 3 ottobre 2015 come Vicenza Military Community. Accorpata al Darby Military Community di Pisa e Livorno, costituisce lo United States Army Garrison (USAG) Italy.

## Storia

### Il Camp Ederle
Già sede di casermaggio dell'Esercito Italiano, nel 1955 ospitò le prime truppe statunitensi, ivi ridislocate dall'Austria al termine dell'occupazione quadripartita di quel Paese da parte delle nazioni vincitrici della seconda guerra mondiale.
La caserma prende il nome di Carlo Ederle, eroe della prima guerra mondiale.
Nel 1965 vi fu spostato il quartier generale della Southern European Task Force USA.
Nel suo campo sportivo si giocarono diverse finali del campionato di football americano delle basi NATO allocate nella penisola italiana, detto Northern Italian Football League (NIFL).
Il personale militare statunitense a Vicenza nel 2008 contava circa 2800 persone, la maggior parte dei quali effettua operazioni in Afghanistan e in Iraq.

### La seconda base Del Din

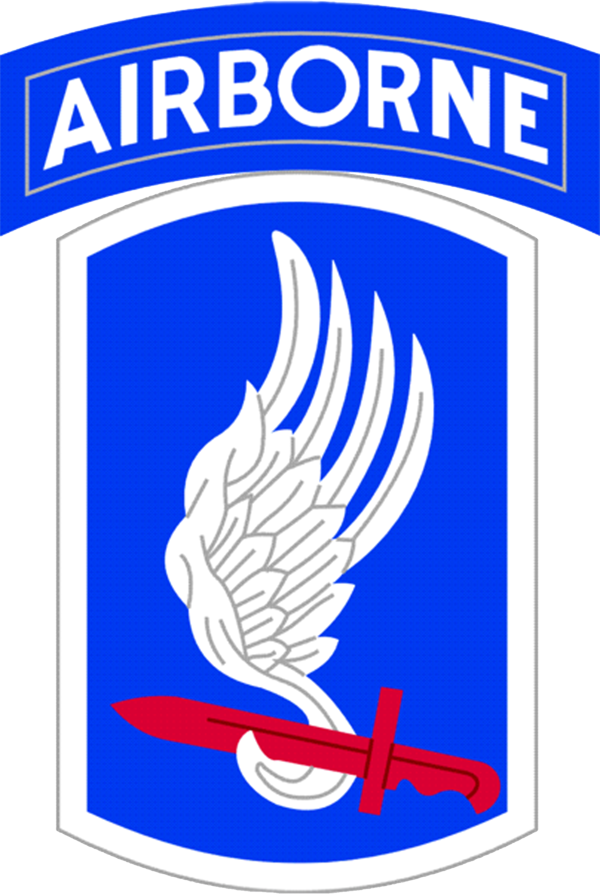
Stemma del 173rd Airborne Brigade

Nel 2004 l'esercito statunitense ha annunciato l'intenzione di estendere la presenza militare a Vicenza per includere tutti gli elementi del 173rd Airborne Brigade Combat Team (4 battaglioni su 6 erano di stanza in Germania). Per il progetto della nuova base fu suggerito l'aeroporto Dal Molin, in disuso, a circa 4 km dalla caserma Ederle.
Il piano è stato concordato con l'amministrazione del presidente del Consiglio italiano Silvio Berlusconi. Il governo successivo, guidato da Romano Prodi, era inizialmente contrario all'espansione, ma alla fine ha accettato il piano di allargamento. 
Inoltre, a fine 2008 il ministro degli esteri Frattini ha annunciato che l'Africom (Africa Command), il supremo comando statunitense per le truppe di terra e di mare per l'Africa con quartier generale nella città tedesca di Stoccarda, vedrà la sua componente navale dislocata a Napoli e quella terrestre a Vicenza.
Per Africom, creato nel 2007 dal presidente Bush e inaugurato il 1º ottobre 2008 a Stoccarda (Germania), gli americani avevano cercato una base prima in Africa e poi in Spagna (a Rota, presso Cadice), il Paese più vicino, ma di fronte all'opposizione rispettivamente del Sudafrica e di Zapatero, hanno ripiegato sull'Italia e il governo Berlusconi ha accettato l'insediamento di Africom a Vicenza e a Napoli.
Nel 2012, al momento del trasferimento all'esercito statunitense, è stato reso noto (anche se la decisione del Ministero della difesa presieduto da Ignazio La Russa risaliva al 10 novembre 2011) che la base americana in costruzione nell'area dell'ex aeroporto non si sarebbe chiamata più Dal Molin, ma sarebbe stata intitolata al sottotenente degli alpini e partigiano Renato Del Din, medaglia d'oro al valor militare. Il 30 ottobre 2012, nel corso di una speciale cerimonia a Roma in onore del commissario straordinario Paolo Costa, l'ambasciatore statunitense David Thorne ha accreditato il successo di Del Din al forte sostegno che gli Stati Uniti hanno ricevuto dai più alti livelli del governo italiano, tra cui i rami esecutivo, legislativo e giudiziario per diversi anni e da differenti governi di diverso orientamento politico.

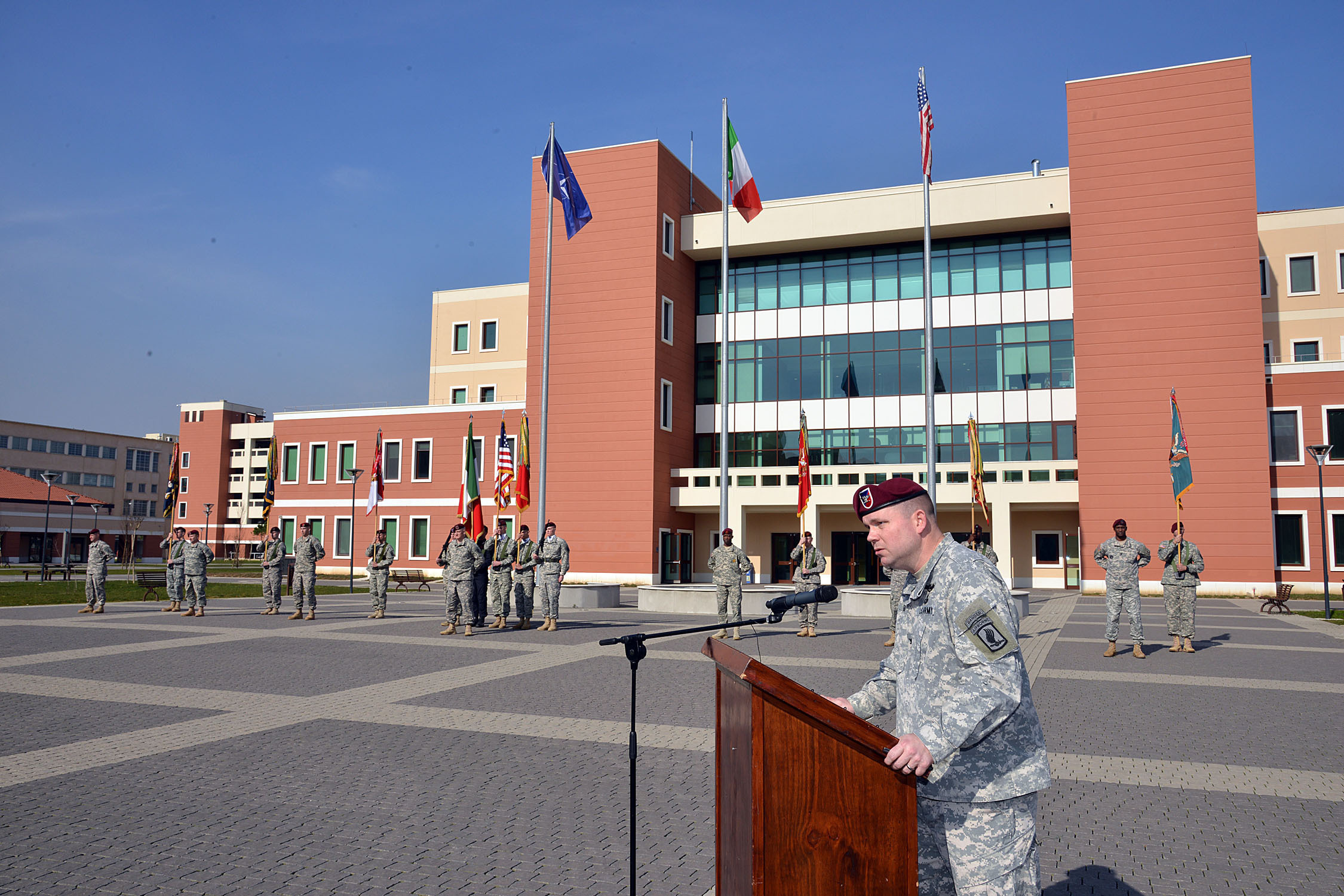
Il Camp Del Din

Più di 50 imprese edili locali hanno visitato il sito il 16 novembre per scoprire il cantiere dell'esercito statunitense più recente d'Europa. Questo impianto sarà il primo impianto DoD ad ottenere la Leadership in Energy and Environmental Design (LEED), la certificazione d'argento con il potenziale per raggiungere la certificazione oro.
Dal 2000 Vicenza è la sede del 173rd Airborne Brigade Combat Team e dello United States Army Africa, prima al camp Ederle, poi al Del Din.
Attualmente, solo il comando brigata, due battaglioni di fanteria e porzioni di due battaglioni di sostegno della brigata sono di stanza nel camp, ma essendo ormai l'allargamento in fase di completamento dovrebbe salire a oltre 5000.
La nuova base "Del Din" è stata inaugurata nel luglio 2013.

### Reparti militari statunitensi dislocati nella caserma
- United States Army Africa[10]
  - Headquarters and Headquarters Battalion[11]
- 173rd Infantry Brigade Combat Team (Airborne) "Sky Soldiers"[12]
  - Headquarters and Headquarters Company[13]
  - 1st Battalion, 503rd Infantry Regiment[14]
  - 2nd Battalion, 503rd Infantry Regiment[15]
  - 173rd Brigade Support Battalion[16]
  - 54th Brigade Engineer Battalion[17]
- 207th Military Intelligence Brigade[18]
  - 307th Military Intelligence Battalion[19]
- 414th Contracting Support Brigade[20]
- 21st Theater Support Command[21]
- 106th Financial Management Support Unit - Detachment C[22]
- 386th Movement Control Team[23]
- 464th Military Police Platoon[24]
- 509th Strategic Signal Battalion[25]
- 603rd Movement Control Team[26]
- Vicenza Military Intelligence Detachment - Counterintelligence[24]

## Football americano
Nel campo sportivo di Camp Ederle si giocarono diverse finali del campionato di football americano delle basi NATO allocate nella penisola italiana, detto Northern Italian Football League (NIFL):
- il 30 ottobre 1982 vi si giocò il V Spaghetti Bowl, vinto dai Geronimos Vicenza sui Blue Knights Vicenza per 32 a 6[27]
- il 19 novembre 1983 vi si giocò il VI Spaghetti Bowl, vinto dai Blue Knights Vicenza sui Geronimos Vicenza per 26 a 21[28]
- il 3 novembre 1984 vi si giocò il VII Spaghetti Bowl, vinto dai Geronimos Vicenza sui Blue Knights Vicenza per 14 a 7.[29]